# アースソフト
有限会社アースソフトは、日本のコンピューターハードウェア企業。主にテレビチューナーカードを設計していた。

## 沿革
- 1997年1月 - 創業
- 2000年7月 - 有限会社アースソフト設立（法人化）
- 2019年2月27日 - 製品のサポート対応を終了。以降は精算会社として存続している。